# Gustina naboja
U elektromagnetizmu, gustina naboja je količina električnog naboja po jedinici dužine, površine ili zapremine. Zapreminska gustina naelektrisanja (simbolizovana grčkim slovom ρ) je količina naelektrisanja po jedinici zapremine, merena u SI sistemu u kulonima po kubnom metru (C⋅m−3), u bilo kojoj tački zapremine. Površinska gustina naelektrisanja (σ) je količina naelektrisanja po jedinici površine, merena u kulonima po kvadratnom metru (C⋅m−2), u bilo kojoj tački površinske raspodele naelektrisanja na dvodimenzionalnoj površini. Linearna gustina naelektrisanja (λ) je količina naelektrisanja po jedinici dužine, merena u kulonima po metru (C⋅m−1), u bilo kojoj tački na linijskoj raspodeli naelektrisanja. Gustina naelektrisanja može biti pozitivna ili negativna, pošto električni naboj može biti pozitivan ili negativan.
Kao i gustina mase, gustina naelektrisanja može da varira u zavisnosti od položaja. U klasičnoj elektromagnetnoj teoriji gustina naelektrisanja je idealizovana kao neprekidna skalarna funkcija pozicije {\displaystyle {\boldsymbol {x}}}, kao fluid, i {\displaystyle \rho ({\boldsymbol {x}})}, {\displaystyle \sigma ({\boldsymbol {x}})}, i {\displaystyle \lambda ({\boldsymbol {x}})} se obično smatraju kontinuiranim distribucijama naelektrisanja, iako su sve raspodele realnog naelektrisanja sastavljene od diskretnih naelektrisanih čestica. Zbog očuvanja električnog naboja, gustina naelektrisanja u bilo kojoj zapremini može da se promeni samo ako električna struja naelektrisanja teče u zapreminu ili iz nje. Ovo se izražava jednačinom kontinuiteta koja povezuje stopu promene gustine naelektrisanja {\displaystyle \rho ({\boldsymbol {x}})} i gustine struje {\displaystyle {\boldsymbol {J}}({\boldsymbol {x}})}.
Pošto se sav naboj nosi subatomskim česticama, koje se mogu idealizovati kao tačke, koncept neprekidne raspodele naelektrisanja je aproksimacija, koja postaje netačna na malim skalama dužine. Raspodela naelektrisanja se na kraju sastoji od pojedinačnih naelektrisanih čestica razdvojenih regionima koji ne sadrže naelektrisanje. Na primer, naelektrisanje u električno naelektrisanom metalnom objektu se sastoji od provodljivosti elektrona koji se randomno kreću u kristalnoj rešetki metala. Statički elektricitet izazivaju površinska naelektrisanja koja se sastoje od elektrona i jona u blizini površine objekata, a prostorni naboj u vakuumskoj cevi se sastoji od oblaka slobodnih elektrona koji se nasumično kreću u prostoru. Gustina nosioca naelektrisanja u provodniku jednaka je broju mobilnih nosilaca naelektrisanja (elektrona, jona, itd.) po jedinici zapremine. Gustina naelektrisanja u bilo kojoj tački jednaka je gustini nosioca naelektrisanja pomnoženoj sa elementarnim naelektrisanjem na česticama. Međutim, pošto je elementarno naelektrisanje elektrona tako malo (1.6⋅10−19 C) i ima ih tako mnogo u makroskopskoj zapremini (postoji oko 1022 provodnih elektrona u kubnom centimetru bakra), kontinuirana aproksimacija je veoma tačna kada se primenjuju na makroskopske zapremine, te čak i na mikroskopske zapremine iznad nanometarskog nivoa.
U još manjim razmerama, atoma i molekula, zbog principa neizvesnosti kvantne mehanike, naelektrisana čestica nema preciznu poziciju već je predstavljena distribucijom verovatnoće, tako da naelektrisanje pojedinačne čestice nije koncentrisano u tački već je raspoređeno u prostoru i deluje kao prava kontinuirana distribucija naelektrisanja. Ovo je značenje 'distribucije naelektrisanja' i 'gustine naelektrisanja' koji se koriste u hemiji i hemijskom vezivanju. Elektron je predstavljen talasnom funkcijom {\displaystyle \psi ({\boldsymbol {x}})} čiji je kvadrat proporcionalan verovatnoći pronalaženja elektrona u bilo kojoj tački {\displaystyle {\boldsymbol {x}}} u prostoru, te je {\displaystyle |\psi ({\boldsymbol {x}})|^{2}} proporcionalno gustini naelektrisanja elektrona u bilo kojoj tački. U atomima i molekulima naelektrisanje elektrona je raspoređeno u oblacima zvanim orbitale koje okružuju atom ili molekul i odgovorne su za hemijske veze.

## Definicije

### Kontinuirano naelektrisanje
Slede definicije za kontinuiranu distribuciju naelektrisanja.
Linearna gustina naelektrisanja je odnos beskonačno malog električnog naboja dQ (SI jedinica: C) prema beskonačno malom elementu linije, 
{\displaystyle \lambda _{q}={\frac {dQ}{d\ell }}\,,}
na sličan način površinska gustina naelektrisanja koristi element površine dS
{\displaystyle \sigma _{q}={\frac {dQ}{dS}}\,,}
a zapreminska gustina naelektrisanja koristi element zapremine dV
{\displaystyle \rho _{q}={\frac {dQ}{dV}}\,,}
Integrisanjem definicija dobija se ukupni naboj Q regiona prema linijskom integralu linearne gustine naelektrisanja λq(r) preko linije ili 1d krive C, 
{\displaystyle Q=\int _{L}\lambda _{q}(\mathbf {r} )\,d\ell } 
slično površinski integral površinske gustine naelektrisanja σq(r) preko površine S,
{\displaystyle Q=\int _{S}\sigma _{q}(\mathbf {r} )\,dS} 
i zapreminski integral zapreminske gustine naelektrisanja ρq(r) preko zapremine V, 
{\displaystyle Q=\int _{V}\rho _{q}(\mathbf {r} )\,dV} 
gde je indeks q pojašnjava da je gustina za električno naelektrisanje, a ne druge gustine poput masene gustine, brojevne gustine, gustine verovatnoće, i sprečava sukob sa mnogim drugim upotrebama λ, σ, ρ u elektromagnetizmu za talasnu dužinu, električnu otpornost i provodljivost.
U kontekstu elektromagnetizma, indeksi se obično izbacuju radi jednostavnosti: λ, σ, ρ. Druge oznake mogu uključivati: ρℓ, ρs, ρv, ρL, ρS, ρV etc.
Ukupan naboj podeljen sa dužinom, površinom ili zapreminom biće prosečna gustina naelektrisanja:
{\displaystyle \langle \lambda _{q}\rangle ={\frac {Q}{\ell }}\,,\quad \langle \sigma _{q}\rangle ={\frac {Q}{S}}\,,\quad \langle \rho _{q}\rangle ={\frac {Q}{V}}\,.}

## Literatura
- A. Halpern (1988). 3000 Solved Problems in Physics. Schaum Series, Mc Graw Hill. ISBN 978-0-07-025734-4.
- G. Woan (2010). The Cambridge Handbook of Physics Formulas. Cambridge University Press. ISBN 978-0-521-57507-2.
- P. A. Tipler, G. Mosca (2008). Physics for Scientists and Engineers - with Modern Physics (6th изд.). Freeman. ISBN 978-0-7167-8964-2.
- R.G. Lerner, G.L. Trigg (1991). Encyclopaedia of Physics (2nd изд.). VHC publishers. ISBN 978-0-89573-752-6.
- C.B. Parker (1994). McGraw Hill Encyclopaedia of Physics (2nd изд.). VHC publishers. ISBN 978-0-07-051400-3.

## Spoljašnje veze
- - Spatial charge distributions